# Pronolagus randensis
Il coniglio di roccia di Jameson (Pronolagus randensis Jameson, 1907) è un mammifero lagomorfo della famiglia dei Leporidi.

## Distribuzione
Con quattro sottospecie (Pronolagus randensis caucinus, Pronolagus randensis randensis, Pronolagus randensis waterbergensis e Pronolagus randensis whytei) la specie è diffusa nella porzione meridionale del continente africano: in particolare, la si trova in Sudafrica nord-occidentale, in Botswana orientale, Zimbabwe e Namibia.

Il suo habitat è rappresentato dalle aree rocciose ad a una leggera elevazione: lo si trova anche nelle aree erbose e cespugliose su leggere elevazioni, dove è solito scavarsi la tana.

## Descrizione

### Dimensioni
Misura fino a mezzo metro di lunghezza, per un peso che non supera i due chili e mezzo.

### Aspetto
Il pelo è sottile e dall'aspetto sericeo: la parte dorsale è di colore marrone-rossiccio con brizzolature nere, mentre la parte ventrale è di colore più chiaro. Il mento è biancastro, le parti laterali della testa sono di colore grigio chiaro. La coda, insolitamente grande, è di color ruggine con punta nera: anche le orecchie presentano questo tipo di colorazione, ma la punta nera può essere o meno presente a seconda della sottospecie presa in considerazione.

## Biologia
Questa specie ha abitudini solitarie e notturne: durante il giorno si riposa nel fitto dei cespugli o fra le rocce, pronta a scattare in caso di pericolo. Qualora minacciato, il coniglio di roccia di Jameson corre in un rifugio sicuro e vi rimane per molto tempo prima di uscire nuovamente, in modo tale da poter essere sicuro che l'aggressore si sia allontanato.

### Alimentazione
Si tratta di una specie strettamente erbivora, che si nutre di foglie, steli d'erba e qualche volta anche frutti. Come tutti i lagomorfi, questi animali sono inoltre soliti praticare la coprofagia per estrarre la maggior quantità possibile di nutrimento dal proprio cibo.

### Riproduzione
Poco si sa dei ritmi riproduttivi di questi animali, molto elusivi e perciò ancora non studiati in maniera soddisfacente. Si pensa tuttavia che essa non differisca di molto da quella del congenere ed affine coniglio di roccia rosso (Pronolagus rupestris).
Siccome si possono vedere femmine con cuccioli durante tutto l'anno, è probabile che la specie non presenti una stagione degli amori precisa, ma possa riprodursi durante tutto l'arco dell'anno. Proprio in concomitanza con gli eventi riproduttivi, la specie abbandona le proprie abitudini solitarie: attratti dall'odore degli ormoni sessuali, infatti, i maschi si raggruppano nei pressi delle femmine ricettive per potersi accoppiare con esse, mentre quando i piccoli (solitamente due o tre per nidiata) sono in grado di seguirla, la madre si sposta portandoli con sé.